# Aarne Lakomaa
Aarne Aksel Gustaf Lakomaa, ursprungligen Larsson, född 31 maj 1914, död 3 april 2001, var en finländsk ingenjör och  flygplanskonstruktör. Han var inblandad i konstruktionen av Saab 90 Scandia, Saab 35 Draken och Saab 37 Viggen samt det aldrig realiserade planet Saab 36.
Lakomaa var diplomingenjör och verksam på Saab AB i Linköping. Han ledde under många år SAAB:s avdelning för experimentflygplan där han bland annat ritade prototyper till ersättare till Lansen, Draken och Viggen liksom en rad andra militära och civila flygplan.
Lakomaa, som var löjtnant, deltog i Finska vinterkriget och Fortsättningskriget på finsk sida där han bland annat kom på att man kunde utrusta de Morane-Saulnier MS.406-flygplan man köpt från Frankrike med motorer från erövrade ryska flygplan och därmed förvandla dem från närmast obsoleta till jaktplan som stod sig bra mot de ryska jaktplanen.
Lakomaa var son till företagsledaren Hugo Lakomaa och Ester Castrén.